# Tribunal pour enfants (Tunisie)
Le tribunal pour enfants est, en Tunisie, une juridiction spéciale chargée de juger les mineurs.